# نیروی پدافند هوایی سلطنتی سعودی
نیروی پدافند هوایی سلطنتی سعودی (به عربی: قُوّات الدِفَّاع الجوّي المَلكِيَّ السُّعُوديَّ) چهارمین شاخه از نیروهای مسلح سلطنتی سعودی است. مقر این نیرو در ریاض قرار دارد که دارای یک تأسیسات زیرزمینی فرماندهی سیستم رادار و پدافند هوایی عربستان نیز هست.

## برخی تجهیزات
عربستان حدود ۲۵ درصد از کل بودجه سالانه خود را صرف خرید تجهیزات پیشرفته نظامی می‌کند و از این رو دارای تجهیزاتی مدرن است.
- ۱۷ رادار دوربرد سه بعدی آرایه فازی لاکهید مارتین AN/FPS-117
- ۶ رادار جستجوی هوایی سه بعدی نورثروپ گرومن AN/TPS-43
- سامانه ضدموشکی تاد
- سامانه دفاع هوایی ام‌آی‌ام-۲۳ هاوک اصلاح شده
- سامانه دفاع هوایی ام‌آی‌ام-۱۰۴پاتریوت[۲]